# Rachel McCoy
Rachel McCoy (* 1. August 1995 in Fontana, Kalifornien) ist eine US-amerikanische Leichtathletin, die sich auf den Hochsprung spezialisiert hat.

## Sportliche Laufbahn
Erste Erfahrungen bei internationalen Meisterschaften sammelte Rachel McCoy im Jahr 2014, als sie bei den Juniorenweltmeisterschaften in Eugene mit übersprungenen 1,88 m den vierten Platz belegte. Auch bei den U23-NACAC-Meisterschaften 2016 in San Salvador gelangte sie mit 1,75 m auf Rang vier und 2021 siegte sie mit 1,90 m beim Miramar Invitational und anschließend mit 1,87 m beim USATF Grand Prix sowie mit Bestleistung von 1,96 m beim USATF Invitational. Damit qualifizierte sie sich für die Teilnahme an den Olympischen Sommerspielen in Tokio und schied dort mit 1,86 m in der Qualifikationsrunde aus. Im Jahr darauf verpasste sie bei den Hallenweltmeisterschaften in Belgrad mit 1,84 m den Finaleinzug und Anfang April siegte sie mit derselben Höhe bei den USATF Bermuda Games. Im Juli schied sie bei den Weltmeisterschaften in Eugene mit 1,90 m in der Vorrunde aus. 2023 siegte sie mit einer Höhe von 1,87 m bei den Panamerikanischen Spielen in Santiago de Chile.

## Persönliche Bestleistungen
- Hochsprung: 1,96 m, 25. Mai 2021 in Prairie View
  - Hochsprung (Halle): 1,88 m, 24. Januar 2020 in Lubbock